# Belfort van Bergen
Het Belfort van Bergen is een historisch belfort in de Henegouwse stad Bergen.
Het is een van de 56 belforten in België en Frankrijk die tot werelderfgoed van de UNESCO verklaard zijn.
Het werd gebouwd onder architect Louis Ledoux, die de werken leidde van 1662 tot aan zijn dood in 1667. Het werk werd voltooid in 1669 door Vincent Anthony als architect. Het is het enige Belgische belfort in barokstijl. Het belfort is 87 meter hoog en bevat een beiaard met 49 klokken. Sinds juli 2015 huisvest het gerestaureerde belfort een bezoekerscentrum met informatie over het bouwwerk en panoramaplatform onder de beiaard.
Het Belfort van Bergen was het nulpunt voor de mijnkaarten van België.

## Afbeeldingen

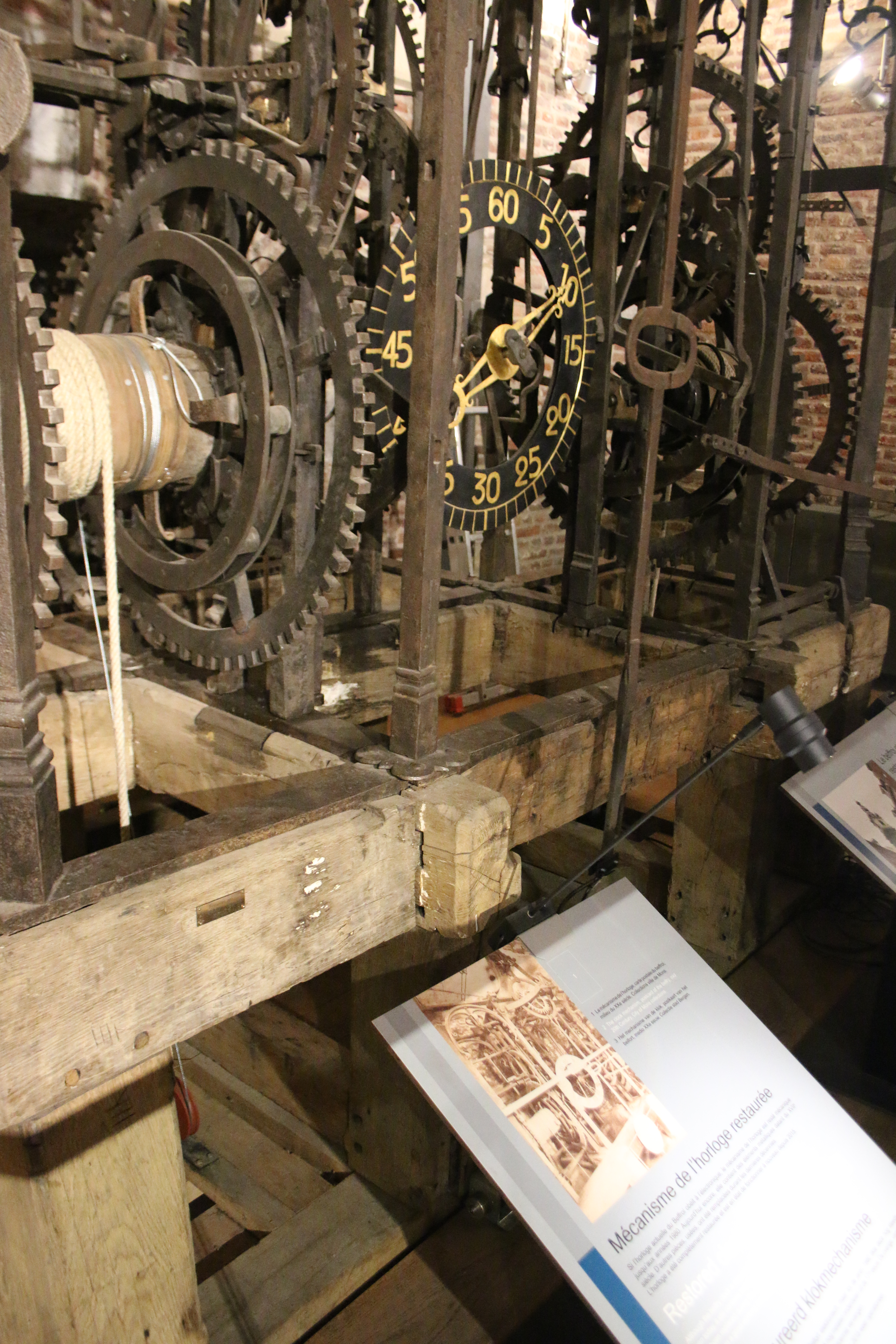
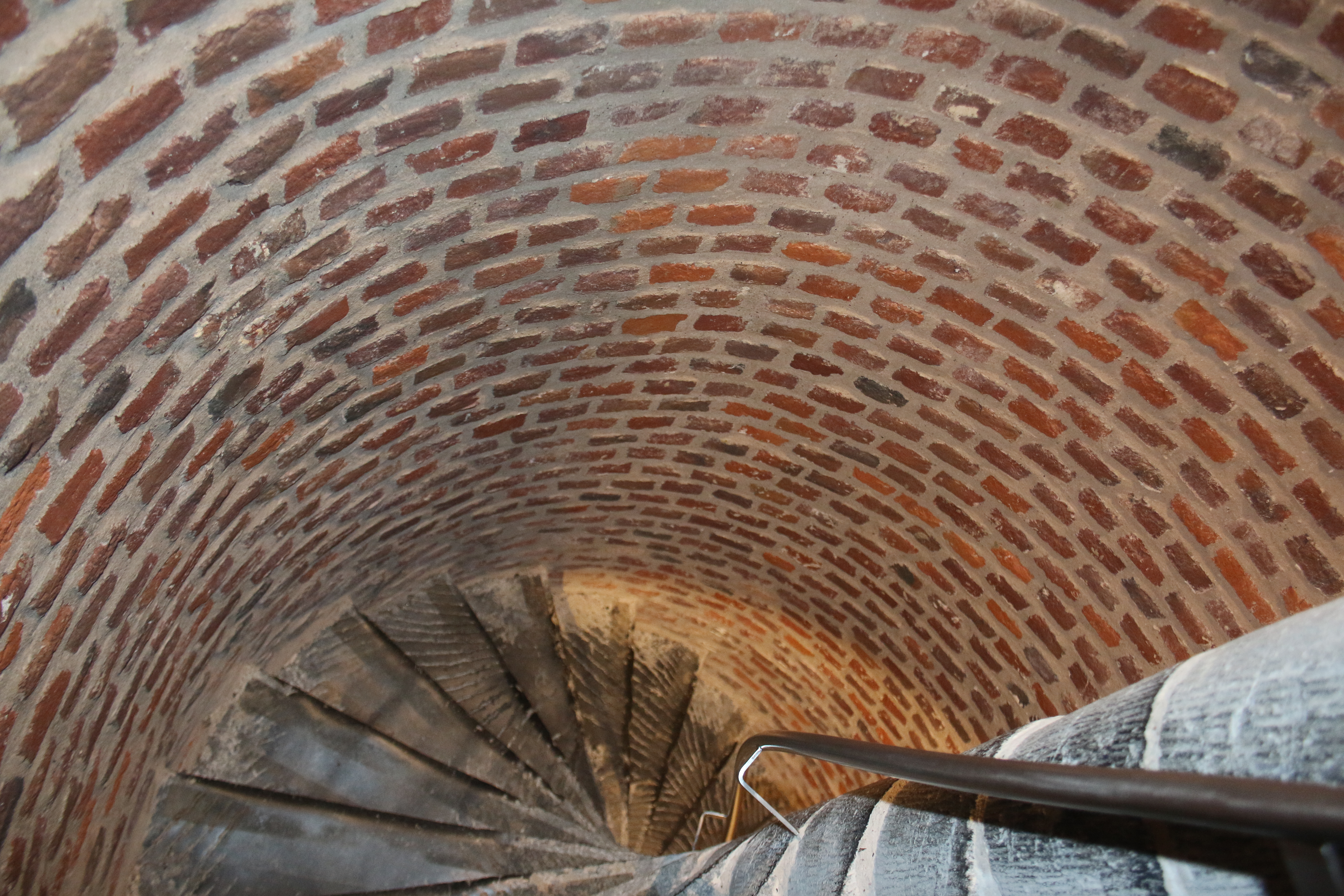
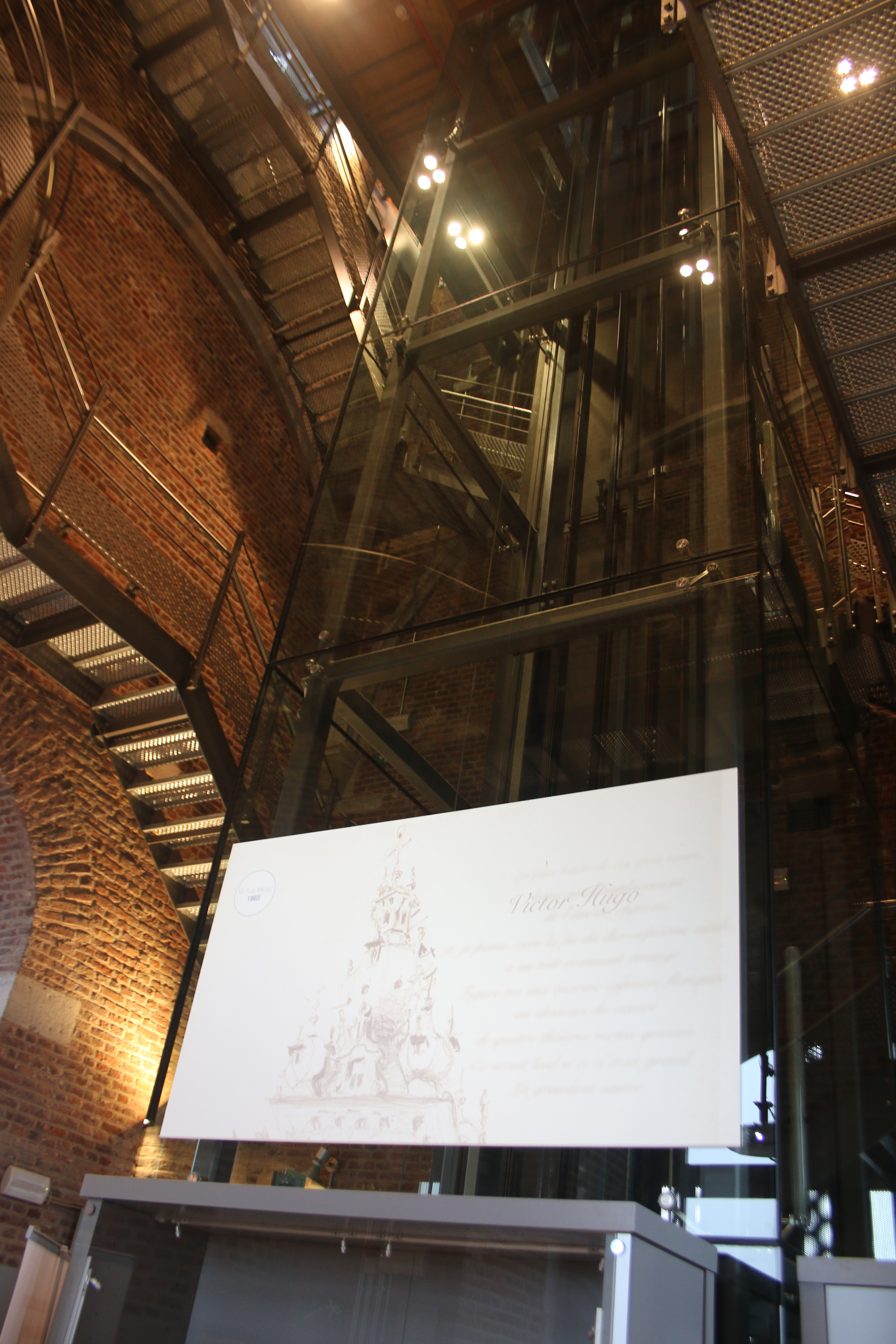